# Starr Bumble Bee II
El Starr Bumble Bee II fue un avión experimental diseñado y construido específicamente para adquirir el título de "El avión más pequeño del mundo".

## Especificaciones

### Características generales
- Tripulación: Uno
- Longitud: 8 pies 10 in (2.7 m)
- Envergadura: 5 pies 6 in (1.68 m)
- Altura: 48 in ()
- Lámina de aire: 23012
- Peso vacío: 396 lb (180 kg)
- Máximo. peso de despegue: 574 lb (260 kg)
- Capacidad de combustible: 3 galones estadounidenses (11.35 litros)
- Planta motriz: 1 motor de pistón refrigerado por aire Continental C85 de 4 cilindros horizontalmente opuesto, 85 CV (63 kW)

### Performance
- Velocidad máxima: 165 nudos (190 mph, 305 km/h)
- Velocidad de crucero: 130 nudos (150 mph, 241 km/h)
- Velocidad de parada: 75 nudos (86 mph, 139 km/h)
- Techo de servicio: 14,000 pies (4,270 m)
- Velocidad de ascenso: 4,500 ft/min (23 m/s)